# Руснаци в Япония
Броят на руснаците в Япония е около 6000 души.

## История
Счита се че първото преселване на руснаци в Япония е през 1739 г.